# Naloty na Wielką Brytanię podczas I wojny światowej

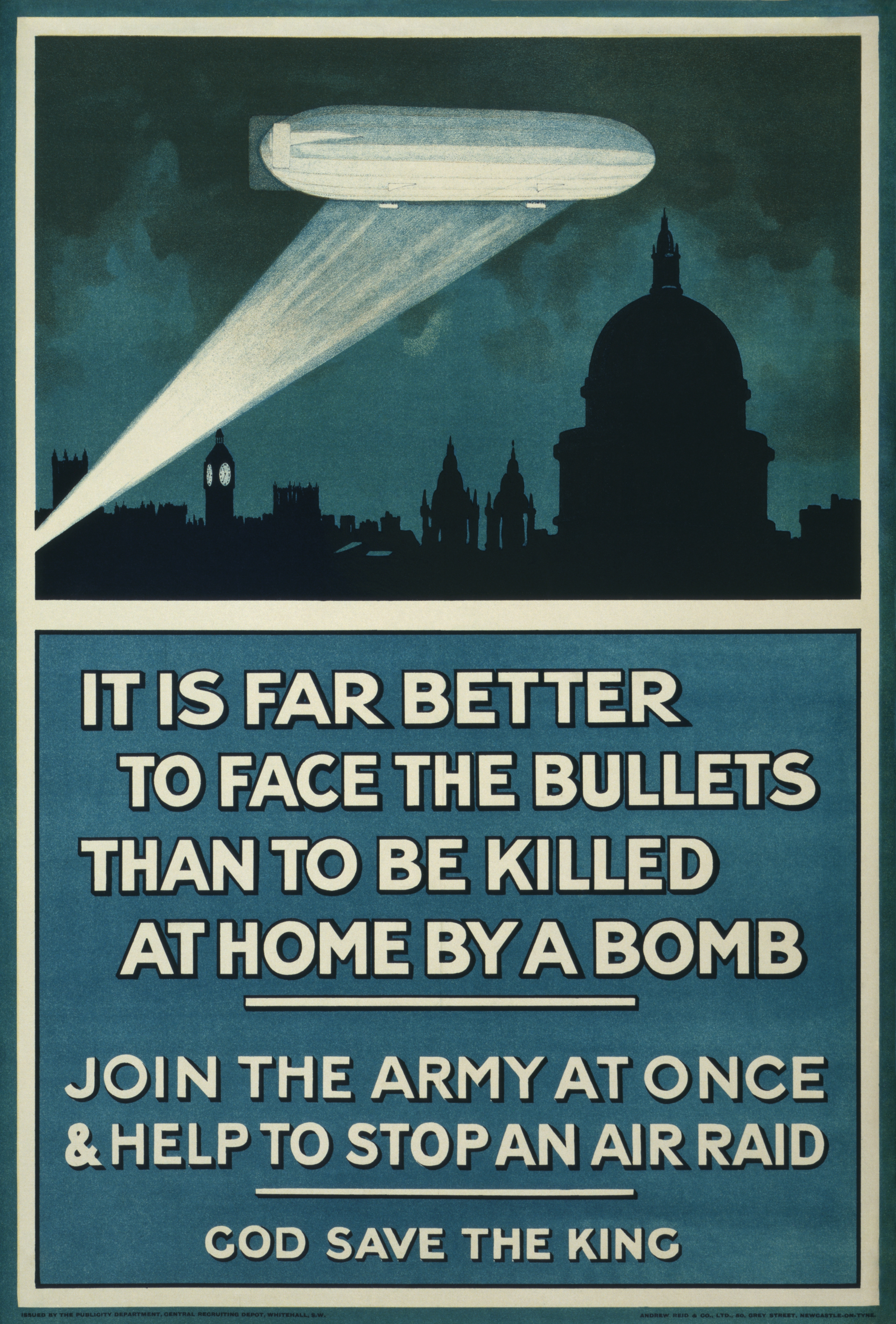
Brytyjski plakat rekrutacyjny nawiązujący do zagrożenia nalotami

Naloty na Wielką Brytanię podczas I wojny światowej – seria nalotów przeprowadzonych przez niemieckie lotnictwo podczas I wojny światowej na cele na terenie Wielkiej Brytanii.
Przeprowadzane z wykorzystaniem sterowców naloty rozpoczęły się 19 stycznia 1915 roku, gdy w nocy zaatakowano Great Yarmouth, King’s Lynn i Sheringham – zginęły wówczas 4 osoby (pierwszymi ofiarami byli Martha Taylot oraz Samuel Smith), a 16 odniosło rany. W sumie w kolejnych nalotach prowadzonych przez siły niemieckie zginęło 557 brytyjskich cywilów. Naloty oznaczały przełom technologiczny – użycie sterowców oznaczało kres historii bombardowania z wykorzystaniem balonów, które stosowano na przykład w trakcie wojny secesyjnej, wojny francusko-pruskiej czy wojnach burskich. 
Naloty na Wielką Brytanię nie przyniosły jednak skutków o znaczeniu strategicznym, nie doprowadziły na przykład do wstrzymania produkcji przemysłowej. Efektem było natomiast przeniesienie części brytyjskiego personelu i wyposażenia z Francji oraz podjęcie inwestycji w obronę przeciwlotniczą.